# Lowell George
Lowell George (Los Angeles, 13 april 1945 – Arlington, 29 juni 1979) was een Amerikaanse zanger en muzikant (gitaar, mondharmonica, fluit, shakuhachi).

## Carrière
George speelde in 1966 bij de folkrockband The Factory, waarmee hij de door Frank Zappa geproduceerde demo Lightning Rod Man opnam, die pas in 1993 werd uitgebracht. Uit The Factory ontwikkelde zich de band The Fraternity of Man, waarvan George nooit een vast lid was, maar waarmee hij wel samen speelde. Twee maanden was hij leadzanger bij The Standells.
In 1968 voegde hij zich bij The Mothers of Invention als vervanger van Ray Collins, eerst als zanger en later als slaggitarist. Hij is bijvoorbeeld te horen op Hot Rats.
Tijdens die periode schreef hij veel songs. Truck Stop Girl, een song uit die tijd, werd gecoverd door onder anderen The Byrds. Daardoor kreeg hij een platencontract bij Warner Bros. Records. 
In 1969 ontstond zijn band Little Feat, genoemd na een opmerking van Jimmy Carl Black van The Mothers of Invention over de voetmaat van George. De band was erg populair tijdens de jaren 1970 en kreeg zeer goede recensies, vooral ook door Georges zang en zijn spel op de slidegitaar.
Tussendoor werkte George als studiomuzikant voor onder anderen Maria Muldaur, Robert Palmer, Van Dyke Parks, Linda Ronstadt, John Sebastian, Bonnie Raitt, Mick Taylor, Bill Wyman, Jackson Browne en James Taylor.
In 1977 moest hij een ontwenningskuur ondergaan om af te komen van zijn cocaïneverslaving. George leed ook aan hepatitis en zwaar overgewicht.

## Laatste jaren
In 1978 was George de producent van het album Shakedown Street van Grateful Dead.
In 1979 verliet hij Little Feat om zich te wijden aan een solocarrière. Nog in hetzelfde jaar verscheen zijn enige solowerk Thanks I'll Eat It Here, waarmee hij op tournee ging. Eind juni 1979, in de tweede week van de promotietour voor dit album, overleed hij echter.
In 1997 verscheen het Lowell George tributealbum Rock and Roll Doctor, waarop onder anderen Bonnie Raitt, Little Feat, Taj Mahal, Randy Newman, Chris Hillman en Jackson Browne speelden.

## Overlijden
Lowell George overleed in de ochtend van 29 juni 1979 op 34-jarige leeftijd in een hotelkamer in Arlington aan een hartaanval als gevolg van een overdosis cocaïne. Zijn as werd later vanuit een vissersboot uitgestrooid over de Grote Oceaan.

## NPO Radio 2 Top 2000
| Nummer met noteringen in de NPO Radio 2 Top 2000 | '99  | '00 | '01  | '02  | '03  | '04  |
| ------------------------------------------------ | ---- | --- | ---- | ---- | ---- | ---- |
| Cheek to Cheek                                   | 1792 | -   | 1756 | 1802 | 1961 | 1831 |

1. ↑  Een '-' betekent dat het nummer niet was genoteerd en een vetgedrukt getal geeft de hoogste notering aan.
2. ↑  Deze tabel is bijgewerkt tot en met de laatste editie (2024).

- Biblioteca Nacional de España: XX4603627
- Bibliothèque nationale de France: cb14786288t (data)
- Gemeinsame Normdatei: 128959142
- International Standard Name Identifier: 0000 0001 1556 6646
- Library of Congress Control Number: n94064049
- MusicBrainz: 9cd68445-d218-439b-8127-3de4e7df6cdb
- Virtual International Authority File: 40442482